# 松村篁雨
松村 篁雨（まつむら こうう　享保18年（1733年） - 文化6年7月17日（1809年8月15日））は、江戸時代の俳人、医師。幼名を小十郎、通称正敏、号は篁雨・松羅堂・案山子庵。

## 来歴
武蔵国足立郡下上谷村（現・鴻巣市上谷）に生まれ、鴻巣宿で医業を営む。同郷の横田柳几の門人となり、松羅堂と号する。安永・天明年間、師匠の柳几とともに諸国行脚する。『松蘿堂随筆』『鹿島紀行』『筑紫紀行』『篁雨句集』などの著書がある。実家の家督は弟の甚兵衛に譲っていたが晩年は実家に戻り、77歳で没する。辞世の句は「道ばたに盆かわらけの破れけり」。墓は上谷の観音堂。